# Melissoptila ornata
Melissoptila ornata är en biart som beskrevs av Urban 1998. Melissoptila ornata ingår i släktet Melissoptila och familjen långtungebin. Inga underarter finns listade i Catalogue of Life.